# Chiesa di Santa Maria (Cavriglia)
La chiesa di Santa Maria (nota anche col nome di chiesa di Santa Maria a Monastero) è un edificio sacro che si trova nel centro di Cavriglia.

## Storia
La chiesa è l'unica testimonianza pervenutaci dell'antico monastero vallombrosano femminile che sarebbe stato istituito tra 1066 e 1067 su iniziativa dell'abate Leto da Passignano e grazie alla munificenza di una Gisla forse della famiglia Firidolfi. Una seconda ipotesi vorrebbe invece il cenobio nato nel 1050 come ritiro di nobili signore devote e datesi alla regola vallombrosana. Comunque sia, la nascita del monastero si può collocare intorno alla metà dell'XI secolo e la prima menzione documentaria risale al 1075, insieme alla sua badessa Berta dei Cadolingi (da non confondersi con la "beata") che nel 1077, tornando al monastero di origine di Santa Felicita a Firenze, fu sostituita fino al 1098 da Gisla, la fondatrice.
Il monastero si convertì alla regola vallombrosana nella prima metà del XII secolo, entro il 1153 quando un documento lo definisce aderente a tale regola, forse per impulso di una seconda Berta, la "beata", badessa del convento nel 1143, per la quale ancora oggi fortissima si rivela tuttora la devozione popolare, festeggiata la prima domenica di agosto.
Andato in crisi anche per le conseguenze delle guerre tra Firenze e Siena alle quali il territorio fu esposto, nel 1477 le suore si trasferirono nel monastero di San Girolamo a San Gimignano e nel complesso di Cavriglia subentrarono i monaci di Santa Trinita a Firenze che vi svolsero il ruolo di sacerdoti senza farne un vero e proprio convento.
Nel 1486 venne fondato, in cornu epistolae, quindi molto probabilmente nel lato destro del transetto della chiesa, un oratorio allo scopo di conservarne e tramandarne la memoria della badessa Berta dove, sotto l'altare, sarebbe stata sepolta e dove era una sua immagine scolpita.
Nel 1776 un nuovo altare dedicato alla beata fu eretto nella navata opposta, la sinistra, ed il vecchio oratorio fu dismesso.
La chiesa fu profondamente rimaneggiata tra 1830 e 1853 e in tale occasione la cappella dedicata a Berta tornò ad occupare il transetto destro. Dell'antica struttura vallombrosana resta all'interno una porzione di muratura in pietra nel transetto sinistro e all'esterno la torre campanaria.
Nel 1944 il tetto e la volta della cappella dedicata alla beata Berta crollarono a seguito di una cannonata.

## Descrizione
La facciata si presenta nell'aspetto neoclassico datole nell'Ottocento. A sinistra di essa è l'oratorio della Compagnia della Concezione. Dall'altro lato, dove sono ancora dei fabbricati, si estendeva il monastero che girava intorno ad un chiostro. Addossato al transetto destro, il campanile di età romanica ancora conservato, somigliante alle robuste torri campanarie vallombrosane, è aperta da due ordini sovrapposti di monofore. 
L'interno è a navata unica con transetto sporgente, tipico dell'architettura monastica. L'abside semicircolare del presbiterio fu sostituita nei lavori ottocenteschi da una scarsella rettangolare.  
Nel transetto destro è la cappella dedicata alla beata, fondata nel 1486 e 'ritornata' al suo luogo originario durante le ristrutturazioni ottocentesche dopo il temporaneo spostamento settecentesco. La cappella fu bombardata nel luglio 1944, quando fu distrutto anche il tetto. Negli anni seguenti, dopo il restauro, la cappella fu affrescata con Episodi della vita di Berta da Giovanni Bassan. L'altare, che recava in una nicchia la statua di Berta prima del suo restauro, ospita ancora l'urna ottocentesca con le sue reliquie.
All'angolo tra il presbiterio e la cappella della beata Berta è stata posta, dopo il restauro conclusosi nel 2016, la 'statua' della beata, in realtà un altorilievo in terracotta, opera dell'inizio del XVI secolo realizzata probabilmente vivo il ricordo della religiosa dopo l'abbandono del monastero da parte delle monache. 
Dietro l'altare maggiore si trova un'interessante tavola tardo cinquecentesca di scuola fiorentina, raffigurante la Madonna con il Bambino tra i Santi Michele, Berta, Giovanni Gualberto e Sebastiano.